# Unione Calcio Sampdoria (femminile)
L'Unione Calcio Sampdoria, meglio nota come Sampdoria, U.C. Sampdoria, Sampdoria femminile o Sampdoria Women, è la sezione femminile dell'omonima società calcistica italiana con sede nella città di Genova. Nella stagione 2025-2026 milita nel campionato di Eccellenza, quarto livello del campionato italiano.

## Storia
Dopo aver operato per un certo periodo di tempo esclusivamente a livello giovanile, la sezione femminile del club viene iscritta nell'estate 2020 nel girone Liguria del campionato di Eccellenza, massimo livello regionale del campionato nazionale. Nella prima stagione la squadra conclude al secondo posto in classifica, perdendo poi la finale dei play-off promozione contro il Pavia Academy.
Il 15 giugno 2021 l'U.C. Sampdoria acquista il titolo sportivo del Florentia San Gimignano, potendo disputare così il campionato di Serie A femminile già dalla stagione 2021-2022. Il 7 luglio 2021, Antonio Cincotta diviene il primo allenatore della storia della squadra.
Il 29 agosto successivo, la formazione blucerchiata gioca la sua prima partita nella massima serie, vinta per 2-1 contro la Lazio: nell'occasione, Ana Lucía Martínez e Yoreli Rincón diventano le prime marcatrici della Sampdoria in Serie A.
Il 27 marzo, grazie alla vittoria per 1-0 sul Napoli, con quattro giornate d'anticipo, la Sampdoria ha conquistato la permanenza in Serie A. Ha concluso il campionato al 6º posto con 31 punti e ha raggiunto i quarti di finale di Coppa Italia.
La terza stagione della Sampdoria sempre guidata da Antonio Cincotta, anche a causa dei problemi societari, si rivela subito travagliata a causa dei numerosi risultati negativi che si ripercorrono durante la stagione e vedono la squadra sempre all'ultimo posto con pochi punti. All'inizio della seconda fase del campionato, Cincotta viene esonerato in favore dell'allenatore genovese Salvatore Mango che riesce ad invertire la rotta, portando la Samp alla salvezza diretta all'ultima giornata di campionato grazie alla vittoria per 4-2 in casa del Pomigliano.
Già nel corso della stagione 2022-23 la società genovese stava avendo gravi problemi societari, era rimasta a corto di risorse ed era oberata da debiti. Grazie all'intervento di Andrea Radrizzani e Matteo Manfredi, attraverso una ristrutturazione del debito e successiva ricapitalizzazione, è stata possibile l'iscrizione della prima squadra maschile al campionato. Il 19 luglio 2023 la nuova proprietà ha comunicato il proprio disimpegno nel calcio femminile professionistico, salvo poi tornare sui propri passi a pochi giorni dall'inizio del campionato, grazie anche alle pressioni della capitana Stefania Tarenzi e delle altre calciatrici del club, partecipando al campionato di Serie A 2023-24. La squadra è riuscita a conquistare la salvezza già il 22 aprile 2024 con 5 giornate di anticipo, per poi concludere il campionato nuovamente all'ottavo posto.

## Allenatori e presidenti
| Allenatori - 2020-2021 Enrico Calvi - 2021-2022 Antonio Cincotta - 2022-2023 Antonio Cincotta (1ª-18ª) Salvatore Mango (19ª-10ª poule salvezza) - 2023-2024 Salvatore Mango (1ª-23ª) Gian Loris Rossi (24ª-28ª) - 2024-2025 Davide Corti (1ª-9ª) Stefano Castiglione (10ª-23ª) Fabrizio Casazza (24ª-26ª) | Presidenti - 2020-2021 Massimo Ferrero - 2021-2024 Marco Lanna - 2024- Matteo Manfredi |

## Palmarès

### Competizioni giovanili
- Campionato Primavera 2: 1

2022-2023
- Trofeo Caroli Hotels under 15: 1

2024

## Statistiche di squadra

### Partecipazione ai campionati
| Livello | Categoria  | Partecipazioni | Debutto   | Ultima stagione | Totale |
| ------- | ---------- | -------------- | --------- | --------------- | ------ |
| 1º      | Serie A    | 4              | 2021-2022 | 2024-2025       | 4      |
| 4º      | Eccellenza | 1              | 2020-2021 | 2020-2021       | 1      |

### Partecipazione alle coppe
| Competizione | Partecipazioni | Debutto   | Ultima stagione | Totale |
| ------------ | -------------- | --------- | --------------- | ------ |
| Coppa Italia | 4              | 2021-2022 | 2024-2025       | 4      |

## Statistiche individuali

### Record presenze
A partire dalla stagione 2021-2022 e aggiornate a tutta la Serie A 2024-2025.
| Campionato - 79 Cecilia Re (2021-2025) - 74 Elena Pisani (2021-2025) - 73 Amanda Tampieri (2021-2025) - 72 Bianca Fallico (2021-2025) - 71 Michela Giordano (2021-2024) - 55 Sara Baldi (2022-2023, 2024-2025) - 55 Stefania Tarenzi (2020-2025) - 51 Elisabetta Oliviero (2022-2024) - 48 Nora Heroum (2023-2025) - 46 Rachel Cuschieri (2022-2024) |

### Record reti
A partire dalla stagione 2021-2022 e aggiornate a tutta la Serie A 2024-2025.
| Campionato - 10 Stefania Tarenzi (2020-2025) - 9 Victoria Della Peruta (2024-2025) - 7 Agnese Bonfantini (2023) - 6 Sara Baldi (2022-2023, 2024-2025) - 6 Yoreli Rincón (2021-2023) - 4 Bianca Fallico (2021-2025) - 4 Ana Lucía Martínez (2021-2022) - 4 Cecilia Re (2021-2025) - 4 Taty (2023-2024) - 3 Nicole Arcangeli (2024-2025) - 3 Aurora De Rita (2022-2024) - 3 Kelly Gago (2022-2023) |

## Organico

### Rosa 2024-2025
Rosa e numeri come da sito ufficiale.
| N. |                          | Ruolo | Calciatrice           |
| -- | ------------------------ | ----- | --------------------- |
| 1  | Italia (bandiera)        | P     | Amanda Tampieri       |
| 2  | Italia (bandiera)        | D     | Vanessa Panzeri       |
| 3  | Italia (bandiera)        | D     | Maria Vittoria Nano   |
| 4  | Italia (bandiera)        | C     | Sofia Colombo         |
| 7  | Italia (bandiera)        | A     | Nicole Arcangeli      |
| 8  | Nuova Zelanda (bandiera) | C     | Kiara Bercelli        |
| 10 | Stati Uniti (bandiera)   | A     | Maya Evans            |
| 11 | Finlandia (bandiera)     | D     | Nora Heroum           |
| 14 | Italia (bandiera)        | D     | Giada Pellegrino Cimò |
| 16 | Danimarca (bandiera)     | P     | Kathrine Larsen       |
| 17 | Spagna (bandiera)        | C     | Marta Llopis          |
| 18 | Italia (bandiera)        | A     | Giada Burbassi        |
| 19 | Italia (bandiera)        | C     | Valentina Farhang     |

| N. |                        | Ruolo | Calciatrice         |
| -- | ---------------------- | ----- | ------------------- |
| 21 | Italia (bandiera)      | C     | Cecilia Re          |
| 23 | Italia (bandiera)      | D     | Elena Pisani        |
| 24 | Italia (bandiera)      | A     | Sara Baldi          |
| 26 | Italia (bandiera)      | D     | Sofia Bertucci      |
| 27 | Italia (bandiera)      | A     | Stefania Tarenzi    |
| 28 | Italia (bandiera)      | D     | Nicole Lazzeri      |
| 30 | Germania (bandiera)    | A     | Maia Kamper         |
| 32 | Italia (bandiera)      | D     | Francesca Pittaccio |
| 35 | Italia (bandiera)      | D     | Elisa Zilli         |
| 36 | Italia (bandiera)      | P     | Sabrina Nespolo     |
| 40 | Italia (bandiera)      | C     | Bianca Fallico      |
| 44 | Stati Uniti (bandiera) | C     | Alice Barbieri      |